# 後藤末雄
後藤 末雄（ごとう すえお、1886年10月25日 - 1967年11月10日）は、作家、フランス文学者、比較文学・比較思想史研究者。
東京にて後藤五郎の六男に生まれる。「金座の後藤」と称された工芸の旧家に生まれ、幼くして母を失う。浅草橋の小学校に通い、同級生には木村荘太や桜間弓川がいた。府立三中、一高を経て、東京帝国大学英文科在学中、和辻哲郎、谷崎潤一郎、木村荘太らと第2次『新思潮』の創刊に参加し、小説家として出発する。1913年、東大仏文科を卒業し、陸軍士官学校の教師となる。華々しくデビューした谷崎に対し、他の同人が創作から脱落していく中で、森鷗外らの愛顧を得て創作を続けるが、大正5年（1916年）、「女の哀話」もの小説を「遊蕩文学」として赤木桁平に攻撃され、なおも創作を続けた。
大正6-7年（1917-18年）には、ロマン・ロランの代表作『ジャン・クリストフ』を初訳刊行した、だが同時期に創作の筆を絶ち、1920年、永井荷風の世話で慶應義塾の教員となり、のち慶應義塾大学教授。立教大学教授も兼任。昭和8年（1933年）、博士論文『支那思想のフランス西漸』を刊行し、儒教のフランス近代思想への影響を解明して、比較思想史の先駆的研究となった。
妻の芳子（1900年生）は東京女子高等師範学校附属高女出身、子に後藤剏（1923年生）。

## 著書

### 小説
- 桐屋 植竹書院, 1914
- 素顔 浜口書店, 1914

### 評論・研究
- 近代仏蘭西文学 石川文英堂, 1914
- モオパッサン 永井荷風と共著 実業之日本社, 1915
- 小品文作法及文範 新潮社, 1918
- 仏文和訳研究 郁文堂書店, 1930
- 支那思想のフランス西漸 第一書房, 1933、増訂版・養徳社, 1956
  - 中国思想のフランス西漸 平凡社東洋文庫（全2巻）, 1974。矢沢利彦校訂・解説、のちワイド版
- 仏蘭西精神史の一側面 第一書房, 1934
- 東西の文化流通 第一書房, 1938
- 支那文化と支那学の起源 第一書房, 1938
- 生活と心境 第一書房, 1938
- 支那四千年史 第一書房, 1940
- 乾隆帝伝 生活社, 1942／国書刊行会, 2016。新居洋子校訂・解説
- 芸術の支那 科学の支那　第一書房, 1942
- 日本・支那・西洋 生活社, 1943
- 科学と文学 千歳書房, 1943
- ゴンクールと日本美術 北光書房, 1943
- パスカルの観た人間 生活社, 1946
- 近代フランス精神史 北隆館, 1948

### 翻訳
- 死刑囚最後の日 ヴィクトル・ユーゴー 冬夏社, 1913
- 古都情話　モオリス・パレス他 春陽堂, 1914
- 普仏戦話 アルフォンス・ドオデエ　新潮文庫, 1914
- ジヤン・クリストフ ロマン・ロオラン 国民文庫刊行会, 1917-18
- 巴里の三十年 アルフォンス・ドオデエ 新潮社, 1919
- 儒教大観 プリュッケ 第一書房, 1935
- フランス短篇小説集　冨山房百科文庫（全2巻）, 1939-40
- 康煕帝伝 ブーヴエ 生活社, 1941／平凡社東洋文庫, 1970、のちワイド版。矢沢利彦解説
- パンセと小品 パスカル 北隆館, 1947